# Przenośnik śrubowy

Zasada działania przenośnika

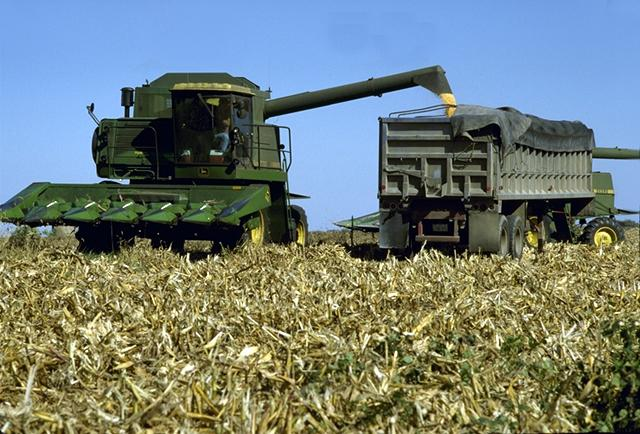
Przenośnik śrubowy zastosowany w kombajnie rolniczym

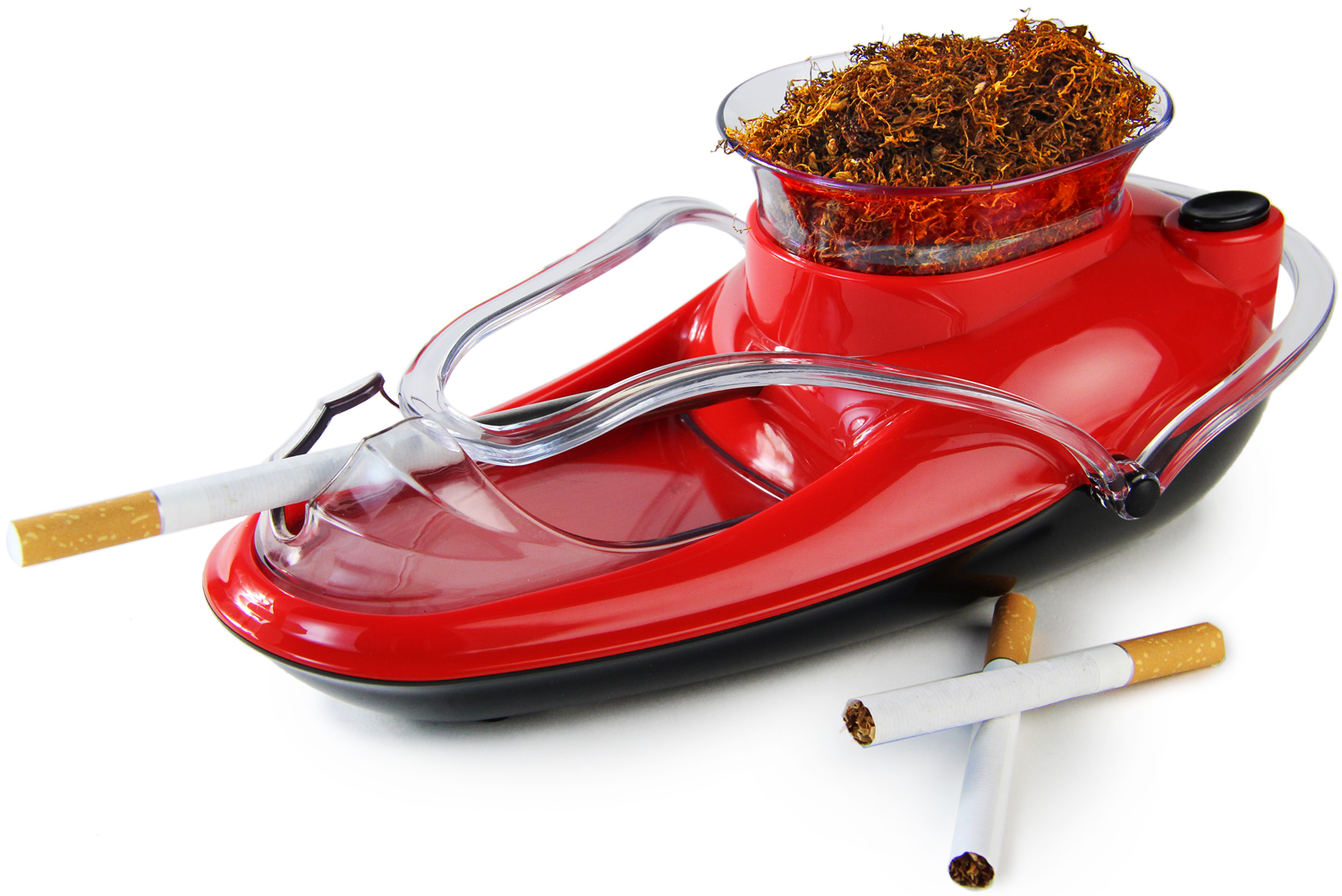
Przenośnik śrubowy w elektrycznej maszynce do nabijania papierosów

Przenośnik śrubowy (zwany też ślimakowym lub żmijką) – urządzenie do przemieszczania materiałów sypkich za pomocą śruby obracającej się wewnątrz koryta. Materiał może być transportowany w poziomie, skośnie lub w pionie.
Przenośniki śrubowe stosuje się jako urządzenie odbierające materiał spod różnego rodzaju zbiorników i silosów, służą również do dozowana produktu w procesach technologicznych. Dzięki zamkniętej budowie materiał transportowany może być odizolowany od otoczenia.

## Budowa przenośnika
Przenośniki śrubowe dzielą się na dwa rodzaje: z korytem zamkniętym i otwartym. Pierwsze mają zwykle koryto w kształcie rury okrągłej lub litery „U” z pokrywami, zaś drugie – w kształcie litery „U” (bez pokryw).
Przenośnik śrubowy składa się z koryta, wewnątrz którego znajduje się ślimak, czyli wał z nawiniętą powierzchnią śrubową (wstęgą ślimaka). Obracający się wał powoduje przesuwanie się materiału transportowanego. Produkowane są również ślimaki wykonane bez wału – wtedy wstęga musi być na tyle mocna, aby przenieść obciążenia. Koryto jak i ślimak wykonuje się ze stali lub z tworzywa sztucznego.
Podstawowa konstrukcja opiera się na tzw. śrubie Archimedesa.
Napęd przenośnika realizowany jest poprzez napędzanie wału ślimaka lub bezpośrednio ślimaka (dla ślimaków bezwałowych).

## Podawane dane techniczne
- długość – odległość pomiędzy zasypem i wysypem, często podaje się również całkowitą długość koryta;
- średnica – średnica wewnętrzna koryta;
- skok śruby ślimaka – odległość pomiędzy kolejnymi piórami wstęgi ślimaka;
- wydajność – zdolność do przemieszczenia danej objętości w określonej jednostce czasu.